# ميشياب (مقاطعة ديواندرة)
ميشياب (بالفارسية: میشیاب) هي قرية تقع في قسم سارال الريفي (مقاطعة ديواندرة) في إيران. يقدر عدد سكانها بـ 216 نسمة بحسب إحصاء 2016.